# Lysmata rafa
Lysmata rafa is een garnalensoort uit de familie van de Hippolytidae. De wetenschappelijke naam van de soort is voor het eerst geldig gepubliceerd in 2007 door Rhyne & Anker.